# كريستيان فاسيلي
كريستيان فاسيلي (بالرومانية: Cristian Vasile)‏ هو مغني روماني، ولد في 8 مايو 1908، وتوفي في 15 يونيو 1974.

## وصلات خارجية
- كريستيان فاسيلي على موقع ميوزك برينز (الإنجليزية)
- كريستيان فاسيلي على موقع ديسكوغز (الإنجليزية)